# BABYMETAL × Kiba of Akiba
〈BABYMETAL×Kiba of Akiba〉（日：BABYMETAL×キバオブアキバ）是BABYMETAL與Kiba of Akiba合作的單曲。2012年3月7日由重音部RECORDS發行。

## 音樂類型
BABYMETAL 〈Iine!〉
融合電子核、饒舌、青少年流行音樂、電子舞曲、死腔和重金屬吉他。各種音樂風格在行進中交錯驟變。
Kiba of Akiba 〈Party @The BBS〉
音樂風格屬另類金屬。主題是試圖在BBS站上聚眾、舉行派對。
透過此張合作單曲，BABYMETAL與Kiba of Akiba以一首自己的歌、另一首則翻唱對方的歌，是降低成本與風險的常見手法。

## 現場表演
BABYMETAL的〈Iine!〉於2012年1月9日在Shibuya O-WEST的「WOMEN'S POWER 20th Anniversary」上首次表演。

## 收錄內容
1. Iine!（日：いいね!）
作詞：中田カオス、作曲：Mish-Mosh、編曲：daiki kasho
歌：BABYMETAL
※富士電視網「優しい人なら解ける クイズやさしいね（日语：優しい人なら解ける クイズやさしいね）」主題曲
2. Party @The BBS
作詞・作曲・編曲：Kiba of Akiba
歌：Kiba of Akiba

附贈曲目
1. 想和你一起看動畫（日：君とアニメが見たい 〜Answer for Animation With You）
作詞・作曲・編曲：Kiba of Akiba
歌：BABYMETAL feat. 君
※BABYMETAL翻唱Kiba of Akiba的作品
2. 心跳☆早晨 Ver.Koa
作詞：NAKAMETAL、作曲：のりぞー・村カワ基成、編曲：SOH（Oh! S-D）・村カワ基成・Kiba of Akiba
歌：Kiba of Akiba
※Kiba of Akiba翻唱BABYMETAL的作品

## 製作人員
- SU-METAL — 主唱
- Futoshi (ふとし) — 主唱
- Asai (あさい) — 主唱・合成器編程
- YUIMETAL — 副唱
- MOAMETAL — 副唱
- KOBAMETAL（日语：KOBAMETAL） — 製作人
- Millennium Japan — 製作人
- Mora (もら) — 吉他
- 326 — 貝斯
- VAVA — 鼓
- Konyo of Aoki (青木昆陽) — 鍵盤
- Nakata Caos (中田カオス) — 作詞
- Mish-Mosh — 作曲
- Inoue Noriyuki — 錄音・混音
- Daiki Kasho (嘉生大樹) — 音訊工程師
- Yasuhisa Kataoka — 音訊工程師
- Tucky — 母帶工程師

## 外部連結
- 音樂錄影帶
  - YouTube上的BABYMETAL - いいね！- Iine! (OFFICIAL)
- 現場音樂錄影帶
  - YouTube上的BABYMETAL - いいね！- Iine! - Live in TOKYO 2012
- DISCOGRAPHY - BABYMETAL 官方網站
- DISCOGRAPHY（页面存档备份，存于） - Kiba of Akiba 官方網站
- DISCOGRAPHY（页面存档备份，存于） - TOY'S FACTORY 官方網站
- BABYMETAL - Iine!歌詞（页面存档备份，存于）
- BABYMETAL - 心跳☆早晨歌詞（页面存档备份，存于）